# Kingston upon Thames
Pronunciação

Locação de Kingston upon Thames na Região de Londres.

Royal Borough of Kingston upon Thames, ou simplesmente Kingston, é um borough da Região de Londres, na Inglaterra.  
É um de três boroughs da região londrina a ter o título "Royal" (Real); outros são Greenwich e Kensington e Chelsea.
Fica ao sul de Richmond upon Thames, ao oeste de Sutton e Merton, e ao sudoeste de Wandsworth. Foi fundado em 1965, pela fusão dos antigos boroughs de New Malden e Surbiton (Surrey) a Kingston.

## História

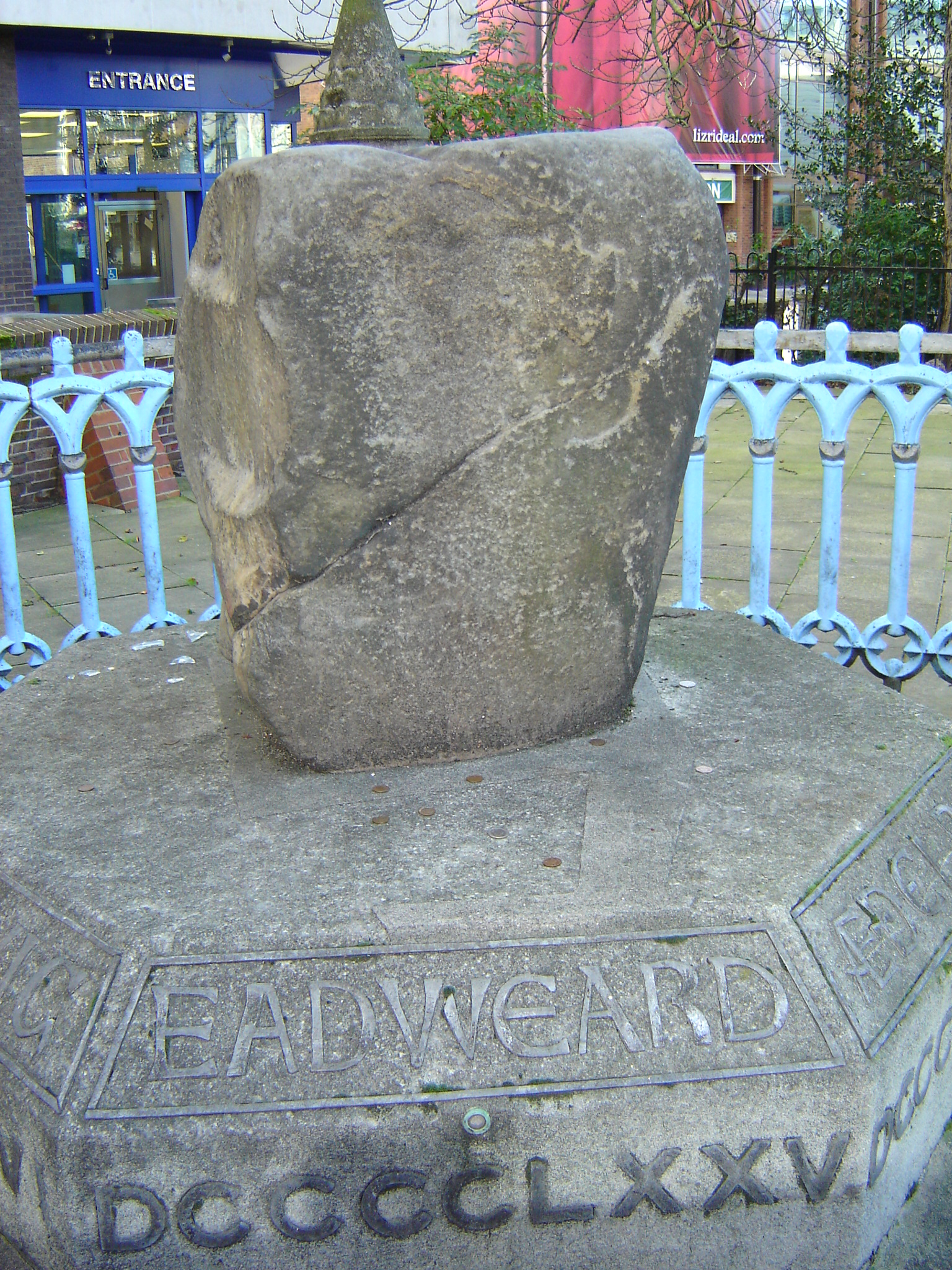
Pedra de coroação dos reis saxões de Inglaterra em Kingston.

Kingston é o local de uma pedra que era usada para coroações dos reis da Inglaterra antes de 1042.
Ao sul do distrito, Chessington, existe um popular jardim zoológico e um parque de diversões.
Kingston upon Thames é geminada com Delft nos Países Baixos.